# 상주 운평리 구상화강암
상주 운평리 구상화강암(尙州 云坪里 球狀花崗岩)은 대한민국 경상북도 상주시 낙동면 운평리에 있는 지질지형이다. 1962년 12월 7일 대한민국의 천연기념물 제69호로 지정되었다.

## 개요
구상암(球狀岩)이란, 공처럼 둥근 암석으로 특수한 환경 조건에서 형성되며, 대부분 화강암 속에서 발견된다.
운평리 구상화강암은 공모양의 섬록암 덩어리를 많이 가지고 있으며, 2억 3천만년 전 한반도의 지각이 변동될 때 지구 안의 마그마가 땅 밖으로 솟아 올라 오면서 만들어진 것으로 알려지고 있다. 상주 남동쪽으로 약 8km에 있는 운곡리 계곡 바닥에서 8개의 덩어리로 발견되었는데, 6개는 흐르는 물 속에 잠겨져 있고 2개 만이 물 위에 나타나 보인다. 지름은 5∼13cm이며, 가장자리는 검은색을 띠고 있다. 모양이 거북이등과 같아서 이 마을에서는 ‘거북돌’이라고도 부르며, 이러한 종류의 암석은 세계적으로 100여 곳에서만 발견되고 있다.
운평리 구상화강암은 지질학적으로 매우 희귀하고 특이하며, 암석이 어떻게 이루어지는가를 연구하는데 중요한 자료가 되므로 천연기념물로 지정·보호하고 있다.

## 같이 보기
- 상주시의 지질
- 구상암

## 참고 자료
- 상주 운평리 구상화강암 - 국가유산청 국가유산포털